# Белая (Гомельская область)
Белая (бел. Белая) — агрогородок (до 2009 — деревня) в Скрыгаловском сельсовете Мозырского района Гомельской области Республики Беларусь.
Местность лесисто-болотистая.

## География

### Расположение
В 28 км на запад от Мозыря, 14 км от находящейся на другом берегу Припяти железнодорожной станции Птичь (на линии Гомель — Лунинец), 162 км от Гомеля.

## Транспортная сеть
Транспортные связи по автомобильной дороге Мозырь — Петриков. Планировка состоит из бессистемной застройки около просёлочной дороги, на севере небольшой обособленный участок. Жилые дома деревянные, усадебного типа.

## История
По письменным источникам известна с XIX века как деревня в Слобода-Скрыгаловской волости Мозырского уезда Минской губернии. В 1879 году обозначена как селение в Скрыгаловском церковном приходе. Согласно переписи 1897 года действовали водяная мельница, постоялый двор. Кроме земледелия часть жителей занималась изготовлением снастей для рыбной ловли.
В 1918 году открыта школа, которая размещалась в национализированном здании. В 1929 году организован колхоз «Новый мир», работала водяная мельница. Действовала начальная школа (в 1935 году 85 учеников). Во время Великой Отечественной войны на фронтах и в партизанской борьбе погибли 40 жителей, в память о них в 1971 году установлен обелиск в центре деревни. Согласно переписи 1959 года центр колхоза «Беларусь». Работали 9-летняя школа, Дом культуры, библиотека, фельдшерско-акушерский пункт, отделение связи.
В 2009 году деревня Белая Скрыгаловского сельсовета преобразована в агрогородок.

## Население

### Численность
- 2004 год — 126 хозяйств, 299 жителей.

### Динамика
- 1869 год — 54 жителя.
- 1897 год — 19 дворов, 125 жителей (согласно переписи).
- 1917 год — 243 жителя.
- 1925 год — 57 дворов.
- 1959 год — 431 житель (согласно переписи).
- 2004 год — 126 хозяйств, 299 жителей.